# Константиновско македонско благотворително братство
Константиновското македонско благотворително културно-просветно братство „Струма“ е организация на бежанците от областта Македония, установили се в бургаското село Константиново.

## История
Братството е основано от бежанци от Сярско на 6 април 1926 година в присъствието на 72 делегати. През 1936 година членовете на братството са 41 жители на селото. Тогава за председател е избран Георги Гелев, Георги Хр. Мантарлиев е подпредседател, Димитър Василев е секретар, Иван Вълчев – касиер и съветници Димитър Динков, Илия Динков и Велик Иванов. В контролната комисия влизат Нако Костадинов, Георги Тодоров и Апостол Мудев. На 17 януари 1937 година е избрано ръководство в състав Атанас Гелев Стоянов (председател), Янко Костов Вангелов (подпредседател), Георги Траянов Карамъзов (секретар), Костадин Кръстев Патларов (касиер), Димитър Кръстев Николушев и Иван Христов Кирчев са членове. В контролната комисия са избрани Аргир Харизанов Карамъзов (председател), Костадин Георгиев Бесов (секретар) и Васил Илиев Калаксъзов (член).